# Ædelfri
Begrebet Ædelfri (fra tysk edelfrei også hochfrei ("fri adel" eller "fri ridder") blev oprindeligt brugt til at fremhæve de germanske adelige fra den anden stand, som havde juridisk krav på soningsbod på tre gange deres mandebod (Wergeld) fra en skyldig part. Sådanne riddere blev kendt som "ædelfrie". Dette adskilte dem fra andre frie mænd eller frie riddere, som kom fra den tredje stand i det sociale hierarki, og hvis soning var den almindelige mandebod sat ifølge regionale love. I det tysk-romerske rige fremkom den såkaldte "højadel" fra de ædelfrie i løbet af det 12. århundrede og stod i kontrast til de såkaldte ministeriales, som for de flestes vedkommende oprindeligt var ufrie riddere eller "tjenesteadel".